# Hans Morper
Hans Morper (* 13. März 1907 in Bamberg; † 3. November 1981 ebenda), auch bekannt als Haanzlesgörch, war ein Bamberger Journalist und Mundartdichter. Von ihm stammen Gedichte und Prosastücke in Bamberger Mundart. Insbesondere seine Gedichte gelten als Initiation eines eigenen Bamberger Mundarttons in der Literatur.

## Leben
Morper wurde als Sohn eines Unterfranken und einer Bauerntochter vom Jura in Bamberg geboren. Er war in seiner Geburtsstadt als Lokalredakteur tätig, gehörte zu Redaktion des Bamberger Volksblatts und der Schaulade. Schon ab den frühen 1930er Jahren sendete der Bayerische Rundfunk Mundartvorträge des Autors, der bereits in jungen Jahren seine Heimatdichtungen begann. Buchveröffentlichungen folgten allerdings erst ab den 1950er Jahren. In den Jahren 1971 und 1972 produzierte Hans Morper die Langspielplatten Lachendes Bamberg und Lachendes Bamberg 2 zusammen mit der Singgemeinschaft Gartenstadt. Auf diesen Tonträgern blieben seine bekanntesten Stücke, darunter die Oberhaider Wallfahrt, im Originalvortrag der Nachwelt erhalten. Sie sind jetzt wieder als CD erhältlich.
Nach Hans Morper wurde in Bamberg eine Straße benannt.
Für seinen herausragenden Einsatz für die Gartenstadt in Bamberg wurde er am 13. April 1973 mit dem  Bundesverdienstkreuz am Bande ausgezeichnet.